# Ravensthorpe (Northamptonshire)
Ravensthorpe is een civil parish in het bestuurlijke gebied Daventry, in het Engelse graafschap Northamptonshire met 646 inwoners.

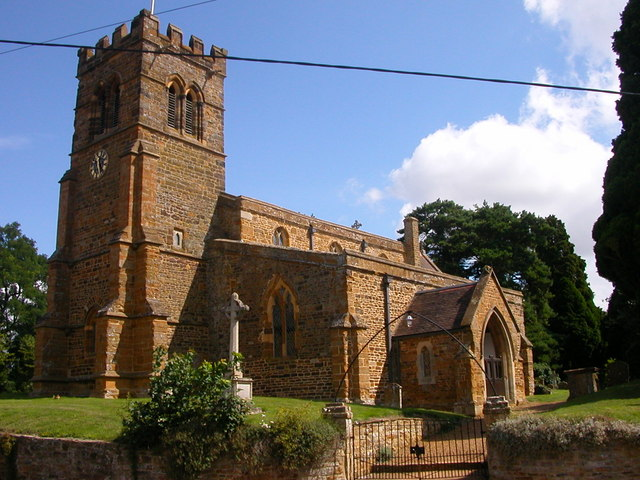
Kerk St. Denys